# جوزپه فاتیگاتی
جوزپه فاتیگاتی (ایتالیایی: Giuseppe Fatigati؛ ۲۰ سپتامبر ۱۹۰۶ – ۹ سپتامبر ۱۹۷۵) تدوین‌گر، تهیه‌کننده فیلم اهل ایتالیا بود.
از فیلم‌هایی که وی در آن‌ها نقش داشته است، می‌توان به گذرنامه سرخ، فولاد، فانوس شیطان و میخانه سرخ اشاره نمود.